# 三渡镇
三渡镇，是中华人民共和国贵州省遵义市红花岗区下辖的一个乡镇级行政单位。
2016年3月20日，国务院批复同意贵州省调整遵义市部分行政区划，将原遵义县的三渡镇划归红花岗区管辖。

## 行政区划
三渡镇下辖以下地区：
水洋村、平丰村、高峰村、花桥村、柳田村、双河村和罗庄村。